# Mezimoří

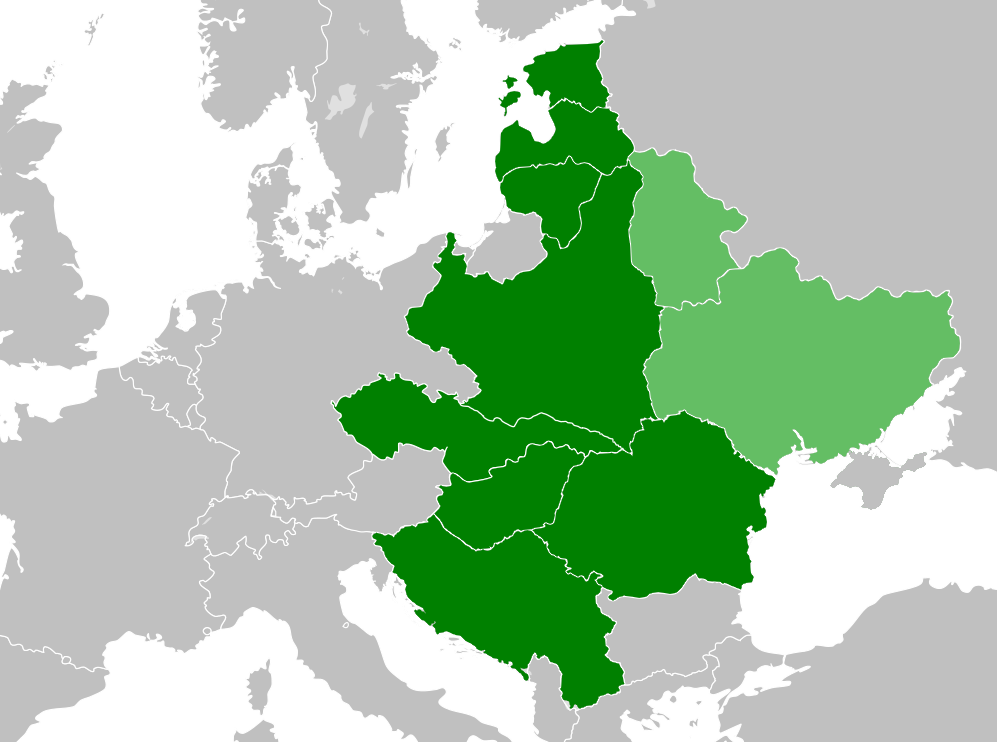
Rozsah Mezimoří dle návrhu Józefa Piłsudského; světlezelená část zobrazuje ukrajinská a běloruská území v Sovětském svazu

Mezimoří (polsky Międzymorze, latinsky Intermarium) byl projekt federace států středoevropských a východoevropských států pod vedením Polska z doby První světové války a počátku 20. let 20. století. 

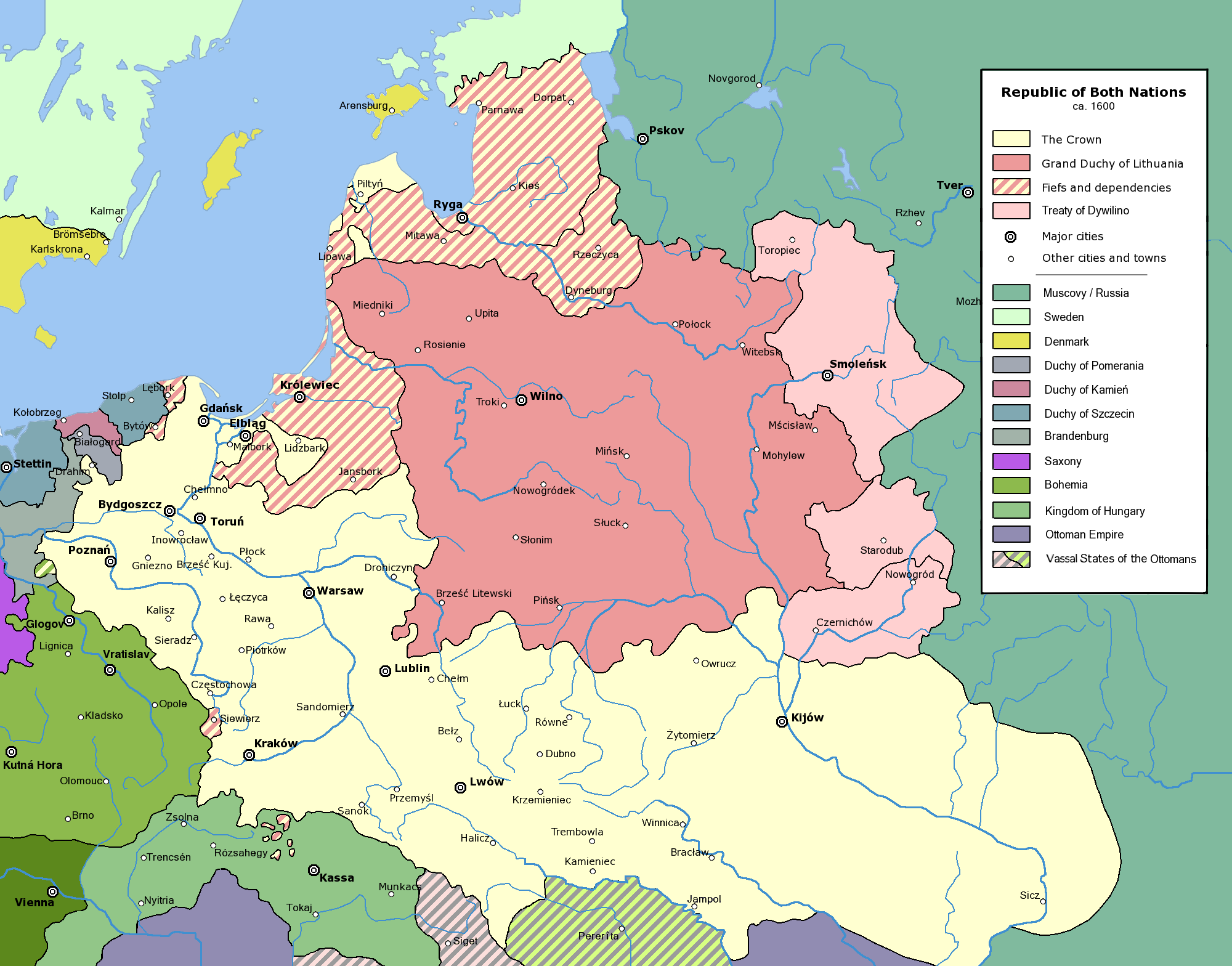
Republika obou národů ve svém největším územním rozsahu

Federaci Mezimoří prosazoval po první světové válce polský státník Józef Piłsudski. Jejími členy měly být vedle vedoucího Polska též Bělorusko, Československo, Estonsko, Finsko, Jugoslávie, Litva, Lotyšsko, Maďarsko, Rumunsko a Ukrajina. Mezimoří mělo napodobit Republiku obou národů, rozkládající se od konce 16. století do konce 18. století mezi Baltským a Černým mořem.
Projekt Mezimoří byl odmítán zejména Litevci a Ukrajinci, kteří jej vnímali jako ohrožení své nezávislosti. Proti bylo i Rusko a západní státy s výjimkou Francie. Proti byl i významný polský politik Roman Dmowski, který měl vlastní koncepci (tzv. Linie Dmowského).